# Autovía A-59
Die Autovía A-59 oder Autovía Vilaboa–Vigo, auch Autovía Pontevedra–Vigo ist eine geplante Autobahn in Spanien. Die 23,7 km lange Autobahn soll nach ihrer Fertigstellung in Vilaboa beginnen und in Vigo enden.

## Abschnitte
| Position | Abschnitt                      | km  | Eröffnung             |
| -------- | ------------------------------ | --- | --------------------- |
| 1        | Vilaboa (A-57)-O Viso          | 9,2 | Projekt zurückgestuft |
| 2        | O Viso-Arrufana                | 9,2 | Projekt zurückgestuft |
| 3        | Arrufana-Flughafen Vigo (AP-9) | 4,7 | Projekt zurückgestuft |

## Größere Städte an der Autobahn
- Vilaboa
- Vigo